# Boy Deul
Boy Deul (* 30. August 1987 in Amsterdam, Niederlande) ist ein niederländischer ehemaliger Fußballspieler.

## Karriere

### Vereine

#### Beginn in den Niederlanden
In der Jugend spielte Deul in Willemstad, der Hauptstadt von Curaçao und den Niederländischen Antillen. Später war er auch in den Jugendmannschaften der niederländischen Vereine FC Abcoude und FC Volendam aktiv.
Ab der Saison 2005/06 gehörte Deul der Profimannschaft des Zweitligisten FC Volendam an und trug 2008 zum Aufstieg in die Eredivisie bei. Danach wechselte er zum Ligakonkurrenten Willem II Tilburg, für den er am 30. August 2008 (1. Spieltag), beim 2:1-Sieg im Heimspiel gegen Ajax Amsterdam mit Einwechslung in der 85. Minute für den Siegtorschützen Mehmet Akgün, debütierte.

#### Fortsetzung in Deutschland
Nach zwei Spielzeiten und elf Einsätzen verließ er den Verein, da sein Vertrag nicht über die Saison 2009/10 verlängert wurde. Zunächst vereinslos trainierte er im Juli 2010 probeweise mit der zweiten Mannschaft des FC Bayern München, bei der er kurz darauf einen Einjahresvertrag erhielt. Sein erstes Spiel im deutschen Profifußball bestritt er am 31. Juli 2010 (2. Spieltag) in der 3. Liga beim 1:1-Unentschieden im Heimspiel gegen Wacker Burghausen. Sein erstes Tor erzielte er am Folgespieltag am 3. August, bei der 1:4-Niederlage im Auswärtsspiel gegen Kickers Offenbach.

#### Rückkehr in die Niederlande und Fortsetzung in Belgien
Zur Saison 2012/13 wechselte Deul zum niederländischen Zweitligisten SC Veendam, für den er am 10. August 2012 (1. Spieltag) bei der 1:2-Niederlage im Auswärtsspiel gegen Sparta Rotterdam debütierte und für den er am 21. September 2012 (6. Spieltag) bei der 1:2-Niederlage im Auswärtsspiel gegen den FC Emmen mit dem Führungstor in der 31. Minute auch sein erstes Tor erzielte. Nach dem am 2. April 2013 insolvenzbedingt eingestellten Spielbetrieb des SC Veendam schloss er sich zur Saison 2013/14 dem belgischen Zweitligisten Royal Antwerpen an. Für diesen kam er bis zum 28. Juli 2013 nicht zum Einsatz und war vom 29. Juli 2013 bis zum 18. Juli 2014 vereinslos. Am 19. Juli 2014 erhielt er einen bis zum 30. Juni 2015 gültigen Vertrag beim niederländischen Zweitligisten FC Emmen, für den er am 8. August 2014 (1. Spieltag) beim 1:1-Unentschieden im Heimspiel gegen BV De Graafschap sein erstes Ligaspiel bestritt.

#### Weitere Stationen: Ukraine, Zypern, Niederlande
Die Saison 2016/17 spielte er für den ukrainischen Erstligisten FK Stal aus Kamjanske im Oblast Dnipropetrowsk. Sein Debüt gab er am 23. Juli 2016 (1. Spieltag) bei der 0:3-Niederlage im Heimspiel gegen Karpaty Lwiw; sein erstes Ligator erzielte er am 6. August 2016 (3. Spieltag) mit dem 1:0-Siegtreffer im Heimspiel gegen Wolyn Luzk in der zwölften Minute. Anschließend verschlug es ihn nach Zypern, wo er eine Saison lang für den Erstligisten Paphos FC spielte und in 23 Punktspielen fünf Tore erzielte. Danach in die Niederlande zurückgekehrt, erhielt er beim Zweitligisten FC Volendam einen bis zum 30. Juni 2020 gültigen Vertrag, der später bis zum 30. Juni 2022 ausgedehnt wurde.

### Nationalmannschaft
Deul wurde am 6. Juni 2009 für den Kader der Niederländischen Antillen (seit 2010 Curaçao) nominiert; zu einem Einsatz kam er bis heute allerdings nicht.